# Adaílton dos Santos da Silva
Adaílton dos Santos da Silva, noto semplicemente come Adaílton (Camaçari, 6 dicembre 1990), è un calciatore brasiliano, centrocampista o attaccante del Remo.

## Carriera
Cresciuto nel vivaio del Fortaleza, a partire dal 2008 è aggregato in prima squadra. Senza mai giocare in campionato, acquista poi esperienza giocando in prestito per vari club quali l'Athl. Paranaense, l'Ituano, il Joinville, il Ponte Preta e il Paraná.
La stagione 2015 è quella della svolta, quando si trasferisce in prestito ai giapponesi del Júbilo Iwata. Qui contribuisce, con 39 presenze e 17 reti, alla promozione in J1 League dei biancoazzurri. Svincolatosi dal Vitória, nel febbraio del 2016 passa definitivamente al Jubilo.

## Palmarès

### Club

#### Competizioni statali
- Campionato Cearense: 2

Fortaleza: 2008, 2009
- Campionato Baiano: 1

Vitória: 2010
- Copa Santa Catarina: 1

Joinville: 2012

#### Competizioni regionali
- Copa do Nordeste: 1

Vitória: 2010

#### Competizioni nazionali
- Coppa J. League: 1

FC Tokyo: 2020

### Individuale
- Capocannoniere della Coppa J. League: 1

2021 (4 gol, a pari merito con Shō Inagaki, Kasper Junker e Teruhito Nakagawa)